# زیگرید هونکه

زیگرید هونکه (۲۶ آوریل ۱۹۱۳، کیل - ۱۵ ژوئن ۱۹۹۹) نویسنده، شرق شناس و دانشمند مذهبی آلمانی بود که نماینده یونیتارینیسم پاگانیسم مدرن بود. او که یک پاگان توحیدگرا بود، برای کارش در زمینه مطالعات دینی شناخته شده است. هونکه همچنین برای ادعاهایش درباره تاثیر مسلمان در اروپا و ارزش های غربی شناخته شده بود. از هونکه آثار متعددی درباره تمدن اولیه اسلام و رابطه آن با جهان غرب و اروپا به جای مانده است. بخش عمده‌ای از آثار زیگرید هونکه به اسلام و تمدن اسلامی اختصاص دارد که برجسته ترین آن ها کتاب «خورشید الله بر فراز مغرب زمین» (Allahs Sonne Überdem Abendland) است.
او تنها زن و تنها اروپایی بود که توانست به ریاست «انجمن موضوعات مرتبط با اسلام» دست یابد.
از او به عنوان نویسنده آثار محبوب فلسفی و سیاسی در غرب یاد شده است.

## تحصیلات
زیگرید هونکه به همراه مارتین هایدگر، ادوارد اسپرانگر، کارلفرید گراف دیرکهایم، لودویگ فردیناند کلاوس و هرمان مندل در رشته‌های مختلفی از جمله علوم ادیان، فلسفه و روانشناسی در دانشگاه‌های آلمان به تحصیل پرداخت. او در سال ۱۹۴۱ پی‌اچ‌دی خود را تحت نظارت کلاوس از دانشکده فلسفه دانشگاه برلین (دانشگاه هومبولت برلین کنونی) دریافت کرد.
او در طول دوران تحصیل خود از شاگردی نزد استادانی همچون مارتین هایدگر، لودویگ فردیناند کلاوس، نیکلای هارتمان و ادوارد اسپرانگر بهره برده است.

## فعالیت ها
زیگرید هونکه در دهه ۱۹۵۰ میلادی به عضویت جامعه ی مذهبی یکتاپرستان آلمان درآمد و یکی از نظریه پردازان اصلی این گروه بود. او در جوانی در اتحادیه ملی سوسیالیستی دانشجویان(NSDStB) که ارگانی دانشجویی وابسته به حزب نازی‌ها محسوب می‌شود، عضویت داشت. پس از آن نیز به عضویت حزب ناسیونال‌سوسیالیست کارگران آلمان(NSDAP-حزب مرکزی دولت رایش سوم که تحت رهبری هیتلر قرار داشت) درآمد. هونکه سال های متمادی از زندگی اش را به عنوان وابسته فرهنگی دولت آلمان در کشورهای عربی گذراند و به تدریس در دانشگاههای مختلف عربی مشغول بود. او همچنین عضو افتخاری شورای عالی امور اسلامی در آلمان بود. زیگرید هونکه با انتشارات مختلف راست جدید همکاری داشت و در اواخر عمرش نیز به همکاری با گروهی به نام «ثول-سمینار» پرداخت که متشکل از جمعی روشنفکران راست‌گرا بود.

## دیدگاه ها
زیگرید هونکه آنطور که خودش می گوید به عنوان یک ضدمارکسیست شناخته شده و معروف است. او دو سال در مراکش زندگی کرد و سپس در سال ۱۹۶۷ سفرهای دیگری به چند کشور عربی داشت که همین مساله دیدگاه او را درباره روابط اروپاییان و مسلمانان شکل داد. او به نوعی دید انتقادی نسبت به مسیحیت و تمدن اروپایی دارد. انتقاد او به خاطر این است که از نظر او اسلام‌شناسان و شرق‌شناسان تأثیر تمدن اسلامی را بر شکل‌گیری تمدن اروپایی نادیده گرفته اند. از نظر او عیسویت و ناسیونالیست اروپایی عاجز از داوری صحیح درباره مسلمانان و ابراز احترام لازم در برابر آنان بوده و فعالیت های علمی، هنری و صنعتی آنان را تحقیر کرده و همچنین بر سهم اساسی آنان بر تمدن اروپا سرپوش گذاشته و از بیان آن خودداری می کند. هونکه عقیده دارد به خاطر قضاوت های که درباره کارهای علمی، صنعتی و فکری مسلمانان در تاریخ شده باید نسبت به آنان احقاق حق شود. به نظر او مسلمانان خیلی مستقیم تر و چند جانبه تر از یونان، جهان غرب را تحت تأثیر قرار دادند. زیگرید هونکه معتقد است جانبداری بعضی از سیاستمداران اروپایی از اسلام (مانند فریدریش دوم) به دلیل این بوده که استعدادهای مختلف آنان به طور متناسب از سرچشمه‌های اسلامی تغذیه و اقناع می‌شده است. به نظر او نفوذ خوارزمی در اروپا از علم حساب (ریاضی) و نوشتن اعداد فراتر رفته و به مرحله مشکلات پیچیده ریاضی رسید. اصل ریاضی الگوریتم نام او را تا به امروز به همراه دارد. او در کتاب «فرهنگ اسلام در اروپا» (خورشید الله بر فراز مغرب زمین) می گوید: «ما تنها وارث یونان و روم نیستیم، بلکه وارث جهان فکری اسلام نیز می‌باشیم که بدون شک، مغرب‌زمین مدیون آن است.»

## آثار
بخش عمده‌ای از آثار زیگرید هونکه به اسلام و تمدن اسلامی اختصاص دارد. او در دهه ۱۹۶۰ دو کتاب مهم به نام های «خورشید الله بر فراز مغرب زمین» (Allahs Sonne Überdem Abendland) و «مذهب دیگر اروپائیان» (Europas andere Religion) نوشت.

### خورشيد الله برفراز مغرب زمين
کتاب "خورشید الله بر فراز مغرب زمین" اثری از زیگرید هونکه است که گزارش جامعی از نفوذ اعراب در اروپا را بیان می کند. این کتاب به عنوان رسالهی دکتری توسط وی نگاشته شد. اما بعداً با اضافاتی که در جهت تکمیل آن انجام شد، به شکل کتاب درآمد. او تلاش کرده در این کتاب با ارئه شواهد تاریخی اثبات کند که دانش‌های فعلی غرب نتیجه استفاده از تجربیات مسلمانان در قرون نهم تا دوازدهم میلادی است. بیشترین منابع مورد استفادهی او در نگارش این کتاب، مآخذ آلمانی، ایتالیایی، انگلیسی و اسپانیایی بوده است. در این کتاب درباره تأثیر تمدّن اسلام بر اروپا در هفت فصل بحث شده که این بخشها عبارتند از فرهنگهای زندگی، ریاضی، علوم طبیعی، پزشکی، علوم عقلی یا سلاح عقل، سیاسی و هنری. زیگرید هونکه در این کتاب مسلمانان را پایه گذار علومی نظیر داروسازی، شیمی تجربی، نورشناسی و علوم دقیقه و مخترع علومی مثل علم حساب و جبر و ابزارهایی مثل قطب نما می داند.
این کتاب در ۳۷۵ صفحه، به زبان آلمانی از سوی انتشارات «فیشر فرانکفورت» منتشر شده و به قیمت ۹۵/۹ یورو به بازار کتاب کشورهای آلمانی زبان عرضه شده است. دو ترجمه از این کتاب به زبان عربی انجام شده که یکی به وسیله فؤاد حسین علی‌با با عنوان "شمس الله علی المغرب" و دیگری ترجمهی فاروق بیزون و کمال دسوقی با نام "شمس العرب تسطع علی الغرب" است. در ایران نیز این کتاب توسط مرتضی رهبانی به فارسی ترجمه شد. رهبانی پس از ارتباط مستقیم با هونکه و با اجازه او، عنوان کتاب را در ترجمه فارسی به «فرهنگ اسلام در اروپا» تغییر داد. ترجمه فارسی کتاب توسط انتشارات امیرکبیر و دفتر نشر فرهنگ اسلامی منتشر شده است. این کتاب همچنین توسط رایزنی ایران در تاجیکستان از روی نسخه فارسی به زبان سیریلیک برگردانده شد.

### هدایایی برای مغرب زمین
«هدایایی برای مغرب زمین (غرب، مدیون دانش و فرهنگ اسلامی)» عنوان کتابی از زیگرید هونکه است که تلاش می کند خدمات مسلمانان و استفاده اروپاییان از دستاوردهای آن ها را مطرح کند و روابط میان غربی ها با مسلمانان را از زمان ظهور اسلام تا دوران کنونی بررسی نماید. این کتاب توسط علی رضوانی به فارسی ترجمه و در ۴۱۶ صفحه توسط انتشارات آشنایی منتشر شده است.
کتاب هدایایی برای مغرب زمین دارای هفت فصل است. فصل اول آن به موضوع نیازهای روزمره، نام‌های عربی در فرهنگ غرب، نیاز غرب به بازرگانی با کشورهای جهان و نقش ونیز به عنوان دروازه رابطه غربی ها و مسلمانان تعلق دارد. فصل دوم به نوشتن اعداد اختصاص دارد و داستان بازرگانی را که به غربی‌ها ریاضی آموخت، شرح داده است. هونکه در فصل سوم به موضوع علوم طبیعی و سیر علومی مثل ستاره‌شناسی، ریاضیات و علم احکام نجوم در میان مسلمانان و نقش دانشمندان اسلامی در این زمینه و ورود این علوم به غرب پرداخته است. در فصل چهارم درباره پزشکی و داروسازی، کشف گردش خون، کتاب‌های تاریخ‌ساز و دیگر دستاوردهای مسلمانان در پزشکی، گیاه‌شناسی و شیمی در مقایسه با وضعیت عقب‌مانده غرب مطالبی عنوان شده است. فصل پنجم به بیان کلیاتی درباره فرهنگ مسلمانان در مقایسه با فرهنگ غرب می پردازد. «عوامل شکوفایی فرهنگ مسلمانان و شگفتی‌های آنها»، «مغرب‌زمین در وضعیت انحطاط»، «شیفتگی به کتاب و مطالعه»، «هدایایی به مغرب زمین» و «سیسیل، پلی میان شرق و غرب» از عناوین بخش‌هایی از فصل پنجم هستند. زیگرید هونکه در فصل‌های ششم و هفتم این کتاب به نقش سیسیل و فریدریش دوم در انتقال تمدن اسلام به غرب، انتقال علم جغرافیا و معماری، ساختن بناهای باشکوه با شالوده عربی، انتقال فلسفه مسلمانان به غرب و تولد جهان‌بینی تازه با بهره‌گیری از میراث تمدنی مسلمانان در میان غربیان پرداخته است. او به طور مفصل از چگونگی بهره‌گیری اروپاییان از هنر معماری، شعر، خوانندگی و موسیقی مسلمانان سخن می‌گوید.

### آثار دیگر
از کتابهای دیگر او "الله چیز دیگری است"، "ایمان و علم"، "مذهب دیگر اروپائیان"، "هدایایی برای مغرب زمین (غرب، مدیون دانش و فرهنگ اسلامی)" و یکتاپرستی دیالکتیکی در ۱۹۸۲ می باشد.

## خانواده
زیگرید هونکه در سال ۱۹۴۲ با یک دیپلمات آلمانی به نام پیتر اچ. اسکالتز ازدواج کرد و به مدت دو سال با او در شهر طنجه در کشور مراکش زندگی کرد.